# Campeonato Europeo de Biatlón de 2006
El XIII Campeonato Europeo de Biatlón se celebró en la localidad alpina de Langdorf (Alemania) entre el 27 de febrero y el 5 de marzo de 2006 bajo la organización de la Unión Internacional de Biatlón (IBU).

## Resultados

### Masculino
| Evento                      | Oro                                                                                             | Plata                                                                                             | Bronce                                                                                           |
| --------------------------- | ----------------------------------------------------------------------------------------------- | ------------------------------------------------------------------------------------------------- | ------------------------------------------------------------------------------------------------ |
| 10 km velocidad (02.03)     | Jaroslav Soukup · República Checa · 28:42,5                                                     | Serguei Novikov · Bielorrusia · 28:44,0                                                           | Carsten Pump · Alemania · 28:56,1                                                                |
| 20 km individual (28.02)    | Alexander Os · Noruega · 52:18,0                                                                | Lois Habert Francia 52,:40,4                                                                      | Vladimir Drachov · Bielorrusia · 52:42,2                                                         |
| 12,5 km persecución (03.03) | Serguei Novikov · Bielorrusia · 35:21,3                                                         | Edgars Piksons Letonia 35:36,6                                                                    | Viacheslav Derkach · Ucrania · 35:38,2                                                           |
| Relevos 4 × 7,5 km (05.03)  | Bielorrusia · Serguei Novikov · Vladimir Drachov · Rustam Valiulin · Oleg Ryzhenkov · 1:23:21,8 | Ucrania · Viacheslav Derkach · Olexandr Bilanenko · Andri Deryzemlia · Ruslan Lysenko · 1:23:57,8 | Noruega · Håkon Andersen · Alexander Os · Hans Martin Gjedrem · Jon Kristian Svaland · 1:24:00,1 |

### Femenino
| Evento                    | Oro                                                                                              | Plata                                                                               | Bronce                                                                                |
| ------------------------- | ------------------------------------------------------------------------------------------------ | ----------------------------------------------------------------------------------- | ------------------------------------------------------------------------------------- |
| 7,5 km velocidad (02.03)  | Nina Lemesh · Ucrania · 23:38,0                                                                  | Olga Anisimova · Rusia · 23:38,5                                                    | Ekaterina Dafovska Bulgaria 23:55,7                                                   |
| 15 km individual (28.02)  | Pavlina Filipova Bulgaria 49:03,3                                                                | Martina Halinárová · Eslovaquia · 49:12,3                                           | Soňa Mihoková · Eslovaquia · 49:13,1                                                  |
| 10 km persecución (03.03) | Natalia Sokolova · Bielorrusia · 32:49,5                                                         | Olga Anisimova · Rusia · 32:59,8                                                    | Irina Malguina · Rusia · 33:09,3                                                      |
| Relevos 4 × 6 km (04.03)  | Bielorrusia · Yekaterina Ivanova · Olga Nazarova · Liudmila Ananka · Olena Zubrylova · 1:15:43,7 | Bulgaria Pavlina Filipova Irina Nikulchina Nina Kadeva Ekaterina Dafovska 1:16:08,3 | Alemania · Jenny Adler · Magdalena Neuner · Katja Beer · Sabrina Buchholz · 1:16:22,2 |

## Medallero
| Núm. | País            | Oro | Plata | Bronce | Total |
| ---- | --------------- | --- | ----- | ------ | ----- |
| 1    | Bielorrusia     | 4   | 1     | 1      | 6     |
| 2    | Bulgaria        | 1   | 1     | 1      | 3     |
| 2    | Ucrania         | 1   | 1     | 1      | 3     |
| 4    | Noruega         | 1   | 0     | 1      | 2     |
| 5    | República Checa | 1   | 0     | 0      | 1     |
| 6    | Rusia           | 0   | 2     | 1      | 3     |
| 7    | Eslovaquia      | 0   | 1     | 1      | 2     |
| 8    | Francia         | 0   | 1     | 0      | 1     |
| 8    | Letonia         | 0   | 1     | 0      | 1     |
| 10   | Alemania        | 0   | 0     | 2      | 2     |
|      | TOTAL           | 8   | 8     | 8      | 24    |